# Shōhei Tochimoto
Shōhei Tochimoto (Sapporo, 21 dicembre 1989) è un saltatore con gli sci giapponese.

## Biografia
In Coppa del Mondo ha esordito il 21 gennaio 2006 a Sapporo (32°) e ha ottenuto il primo podio il 27 novembre 2010 a Kuusamo (3°).
In carriera ha preso parte a un'edizione dei Giochi olimpici invernali, Vancouver 2010 (37° nel trampolino normale, 45° nel trampolino lungo, 5° nella gara a squadre), a tre dei Campionati mondiali, vincendo due medaglie, e a tre dei Mondiali di volo (5° nella gara a squadre a Vikersund 2012 il miglior risultato).

## Palmarès

### Mondiali
- 2 medaglie:
  - 2 bronzi (gara a squadre a Sapporo 2007; gara a squadre a Liberec 2009)

### Mondiali juniores
- 4 medaglie:
  - 3 argenti (trampolino normale, gara a squadre a Planica 2007; gara a squadre a Zakopane 2008)
  - 1 bronzo (gara a squadre a Kranj 2006)

### Coppa del Mondo
- Miglior piazzamento in classifica generale: 28º nel 2011
- 3 podi (tutti a squadre):
  - 1 secondo posto
  - 2 terzi posti